# Guglielmo Colussi
Guglielmo Colussi (Roma, 22 marzo 1938 – Roma, 19 febbraio 2016) è stato un rugbista a 15, allenatore di rugby a 15, dirigente sportivo e geologo italiano.

## Biografia
Figura storica del rugby capitolino, da giocatore indossò le divise di S.S. Lazio, Rugby Roma e CUS Roma, con una breve parentesi nella squadra dell'Esercito.
Giocatore versatile, capace di giocare sia in mischia sia come utility back nella linea dei tre quarti, esordì in nazionale da giovanissimo, all'età di 19 anni: il 21 aprile 1957 debuttò affrontando la Francia ad Agen, schierato come centro nella partita persa dagli Azzurri per 7-38. Tra il 1957 ed il 1968 collezionò un totale di 7 presenze con la maglia azzurra dell'Italia, venendo selezionato in un'occasione anche per la nazionale italiana di baseball.
Geologo di professione, nel 1980 fu per un breve periodo il capo allenatore della Rugby Roma, continuando a giocare a livello amatoriale nelle formazioni di categoria "Old".
Negli anni duemila fu presidente della Capitolina dal 2003 al 2009.
Il 19 febbraio 2016 si spense all'età di 77 anni.